# Ренар дьо Дампиер
Ренар II дьо Дампиер или Рейналд дьо Дампиер (на френски: Renard Dampierre) е френски рицар, участник в Четвъртия кръстоносен поход. Пленен в Светите земи.
Ренар е син на Ренар I, граф на Дампиер и васал на граф Тибо дьо Шампан. Жени се за Хелвид, малко след смъртта на първия ѝ съпруг – кастелана на Витри. Така Дампиер става кастелан и управлява Витри от името на съпругата си. През 1191 г. прави дарение на Ордена на Тамплиерите във Витри. През 1200 г Ренар, след като съпругата му умира, Ренар „взима кръста“ и става участник в Четвъртия кръстоносен поход. През 1202 г. се отделя от основната кръстоносна армия край Пиаченца в Италия заедно с отряд от 82-ма рицари. Вместо за Венеция, Дампиер отива в Апулия, от където заедно със Симон IV дьо Монфор и други рицари заминава за Светите Земи. След пристигенто си в Акра, Дампиер призовава крал Емери дьо Лузинян да прекрати сключеното примирие със султан Ал Адил, за да улесни кръстоносците да започнат бойни действия, но краля отказва. Тогава Ренар се поставя в услуга на Боемунд IV Антиохийски, за да участва във войната му с Левон I, цар на Киликийска Армения. Отряда на Ренар следва крайбрежния път. При Джабала местният емир посреща кръстносците много добре, но ги съветва да не продължават по-нататък без разрешение от султана на Алепо. Кръстоносците игнорират съвета и попадат в засада. Само един рицар оцелява в сражението, като всички други са убити или пленени, включително Ренар. Той е хвърлен в затвора в Алепо, където лежи 30 г., докато накрая е разменен с помощта на Хоспиталиерите. Ренар се завръща във Франция през 1233 г., където основава командерия на Ордена на Хоспиталиерите. Година по-късно умира, като е наследен от синът си Анселм.